# Tetragnatha gibbula
Tetragnatha gibbula là một loài nhện trong họ Tetragnathidae.
Loài này thuộc chi Tetragnatha. Tetragnatha gibbula được miêu tả năm 1942 bởi Roewer.